# بروکلین نوو
بروکلین نوو (به پرتغالی: Brooklin Novo) محله‌ای در سائو پائولو، برزیل است. نام این محله به معنای بروکلین جدید است.

## مشخصات
این محله با کاربری تجاری و مسکونی، یکی از مراکز کلیدی تجاری در شهر سائو پائولو است. خیابان اصلی این محله، حدود ۱۰۰ ساحتمان تجاری را در خود جای داده است.